# Louvières (Haute-Marne)
Louvières é uma comuna francesa na região administrativa de Grande Leste, no departamento de Haute-Marne. Estende-se por uma área de 8,62 km². Em 2010 a comuna tinha 95 habitantes (densidade: 11 hab./km²).